# Fenomenología de Múnich
El término Fenomenología de Múnich se refiere a un grupo de filósofos, psicólogos y fenomenólogos que estudiaron y trabajaron como tales en Múnich al comienzo del siglo XX, cuando Edmund Husserl publicó su trabajo maestro "Investigaciones Lógicas" y comenzó con el movimiento.

## Historia
En aquel entonces, algunos estudiantes de Theodor Lipps quienes estaban asociados a la Psychologische Verein (Asociación Psicológica, en alemán), como Adolf Reinach, Johannes Daubert y Alexander Pfänder, estaban inspirados en el trabajo de Husserl y lo tomaron como guía para practicar la filosofía. Cerca de 1905, muchos estudiantes de Lipps (encabezados por Daubert) decidieron abandonar Múnich para ir a Gotinga a estudiar junto a Husserl.
Notablemente, en 1912 los fenomenologistas de Múnich (Reinach, Pfänder, Scheler y Geiger) fundaron la famosa Jahrbuch für Philosophie und phänomenologische Forschung con Husserl como principal editor.
Después de la publicación de la obra de Husserl Ideen (Ideas en alemán), en 1913, muchos fenomenologistas del movimiento tomaron una postura crítica con respecto a sus nuevas teorías e ideales. Muchos de ellos tomaron distancia de él y su "Fenomenología Transcendental" y prefirieron la temprana "Fenomenología Realista" de la primera edición de Investigaciones Lógicas

### Principales participantes del movimiento
- Adolf Reinach
- Johannes Daubert
- Alexander Pfänder
- Moritz Geiger

### Otros miembros del movimiento.
- Ernst von Aster
- Matthias Baumgartner
- Hedwig Conrad-Martius
- Ludwig Curtis
- Wolf Dohrn
- August Endell
- Aloys Fischer
- August Gallinger
- Dietrich von Hildebrand
- Rudolf Hirsch
- Edgar Istel
- Theodor Lessing
- Hans von Liebig
- Otto Selz
- Wilhelm Schapp
- Eduard Schmidt
- Alfred Schwenninger
- Else Voigtländer